# RAF Waddington
RAF Waddington (engelska: Royal Air Force Waddington) är en flygplats i Storbritannien.   Den ligger i grevskapet Lincolnshire och riksdelen England, i den sydöstra delen av landet, 190 km norr om huvudstaden London. RAF Waddington ligger 70 meter över havet.
Terrängen runt RAF Waddington är huvudsakligen platt. RAF Waddington ligger uppe på en höjd. Runt RAF Waddington är det ganska tätbefolkat, med 108 invånare per kvadratkilometer. Närmaste större samhälle är Lincoln, 6,8 km norr om RAF Waddington. Trakten runt RAF Waddington består till största delen av jordbruksmark.